# Andrenosoma dayi
Andrenosoma dayi är en tvåvingeart som först beskrevs av Paramonov 1958.  Andrenosoma dayi ingår i släktet Andrenosoma och familjen rovflugor. Inga underarter finns listade i Catalogue of Life.